# Adan Jodorowsky
Adán Jodorowsky (París, 29 d'octubre de 1979) és un músic, actor, productor i director de cinema xilè-franco-mexicà.

## Biografia
Nascut en França el 29 d'octubre de 1979.Adan és fill del cineasta xilè Alejandro Jodorowsky i l'actriu mexicana Valérie Trumblay. Germà de Brontis Jodorowsky i Cristóbal Jodorowsky. Oncle d’ Alma Jodorowsky.

## Músic

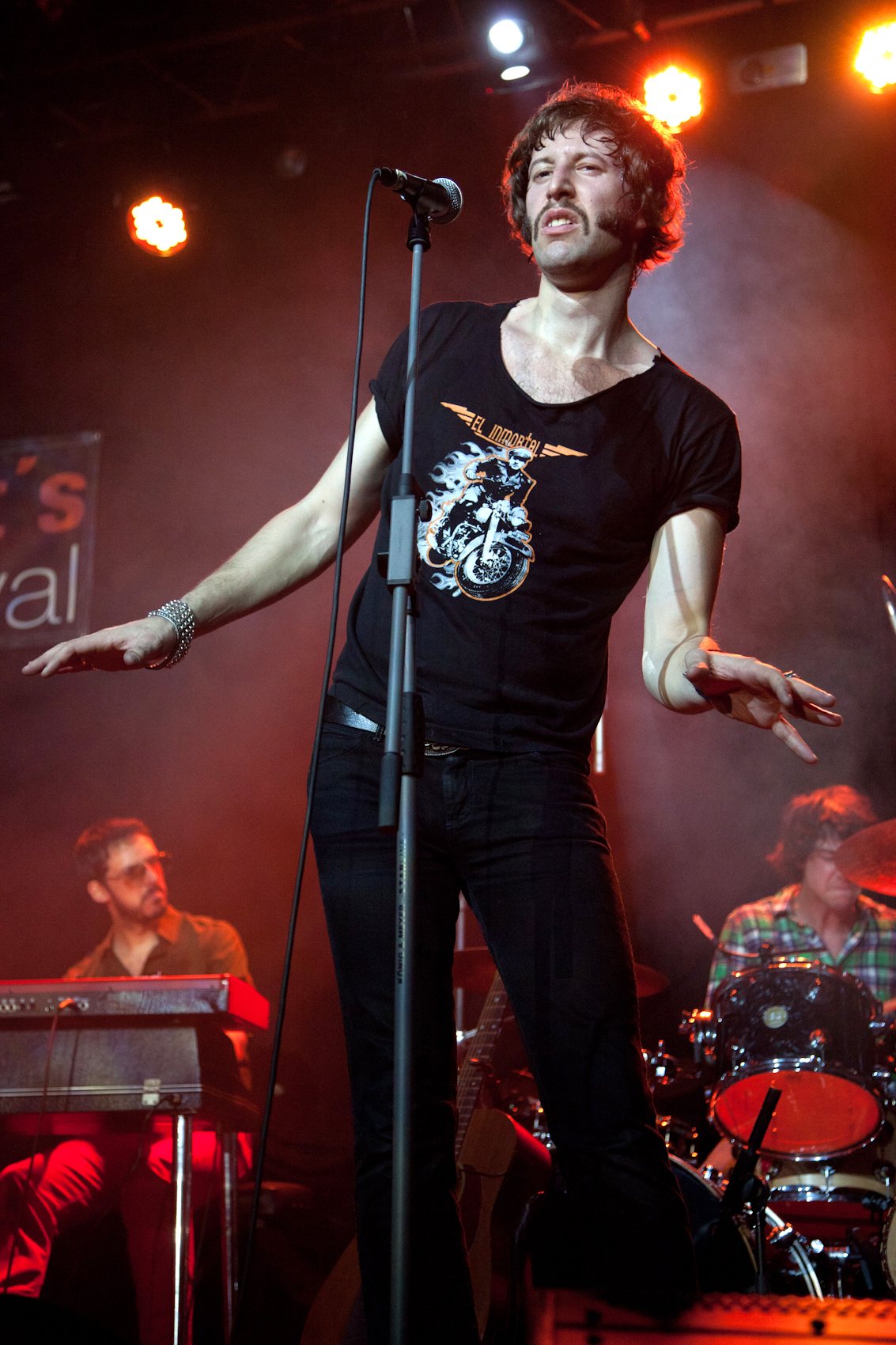
Adán Jodorowsky el 2011.

A l'edat de setze anys es va unir a la banda punk The Hellboys, obrint xous per a artistes de la talla de Joe Strummer, Brian Setzer, Rancid, etc. Més tard prova nous gèneres musicals i coneix a Yarol Poupaud, incursionando així com productor musical. A l'hora, va servir de baixista per la cantant francesa Adrienne Pauly.
El 30 d'octubre de 2006 llança el seu primer àlbum com a solista "Étoile Éternelle", sota el nom d’Adanowsky. Amb la notable influència del músic francès Serge Gainsbourg.
El seu segon àlbum "El Ídolo" és publicat en 2008. Adqueix bona recepció en diversos països llatinoamericans.
En 2011 presenta el seu tercer àlbum com a solista "Amador", considerat per la crítica com el seu millor treball.
En 2014 produeix i llança l'àlbum synth pop "Ada".
En 2016 apareix el disc "Adan & Xavi y Los Imanes"
El 2 de febrer de 2018 publica el seu més recent àlbum solista "Esencia solar", explorant ritmes del Carib i llatin s.
Adán Jodorowsky ha col·laborat amb artistes com Robin Coudert, Devendra Banhart, Alizée, Natalia Lafourcade, Instituto Mexicano del Sonido, Teri Gender Bender, Sasha Sokol, Mon Laferte, entre molts altres.
D'altra banda, Adan Jodorowsky ha compost soundtracks per a les pel·lícules "Poesía sin fin" i "La danza de la realidad".

## Productor Musical
En 2012 va produir el primer àlbum solistes de León Larregui "Solstis" (vocalista de la banda mexicana Zoé). El disc va rebre dues nominacions als Premis Grammy Llatins.
En 2016 treballa de nou en el segon àlbum de León Larregui: "Voluma", posicionant-se com un dels discos més populars d'aquell any.

## Actor de cinema
Com a actor va guanyar el Premi Saturn al Millor Actor Jove en 1989 pel seu paper a Santa sangre, una de les pel·lícules més conegudes del seu pare, interpretant al nen Fènix.
El 2007 va compartir pantalla amb Julie Delpy en la pel·lícula Deux jours à Paris.
El 2013 Adán apareix com a actor a la pel·lícula La danza de la realidad.
El 2016 protagonitza Poesía sin fin, sota la direcció d'Alejandro Jodorowsky.

## Director de cinema
Ha realitzat els curts "Echek" (2000) i "Teou" (2001).
En 2013 va dirigir el curtmetratge "The Voice Thief", amb la participació de Cristóbal Jodorowsky i Asia Argento com a protagonista. Diane Pernet a seleccionar el curt per a competir en el ASVOFF Festival.
En 2015 Adán Jodorowsky va dirigir el vídeo per a la seva cançó "Would You Be Mine" amb l’estrella porno Stoya.

## Filmografia
| Pel·lícula               | Any  | Personatge               |
| ------------------------ | ---- | ------------------------ |
| Poesía sin fin           | 2016 | Alejandro                |
| La danza de la realidad  | 2013 | Adan                     |
| Deux jours à Paris       | 2007 | Mathieu                  |
| Grandes écoles           | 2004 | L'étudiant inicio-arriba |
| Rien, voilà l'ordre      | 2003 | Le présentateur télé     |
| Les araignées de la nuit | 2002 | Le truand                |
| Les Héros sont debout    | 1997 | Le voleur du vidéo-Club  |
| Santa sangre             | 1989 | Young Fenix              |

| Director de cinema | Any  |
| ------------------ | ---- |
| Echek              | 2000 |
| The Voice Thief    | 2013 |

## Discografia

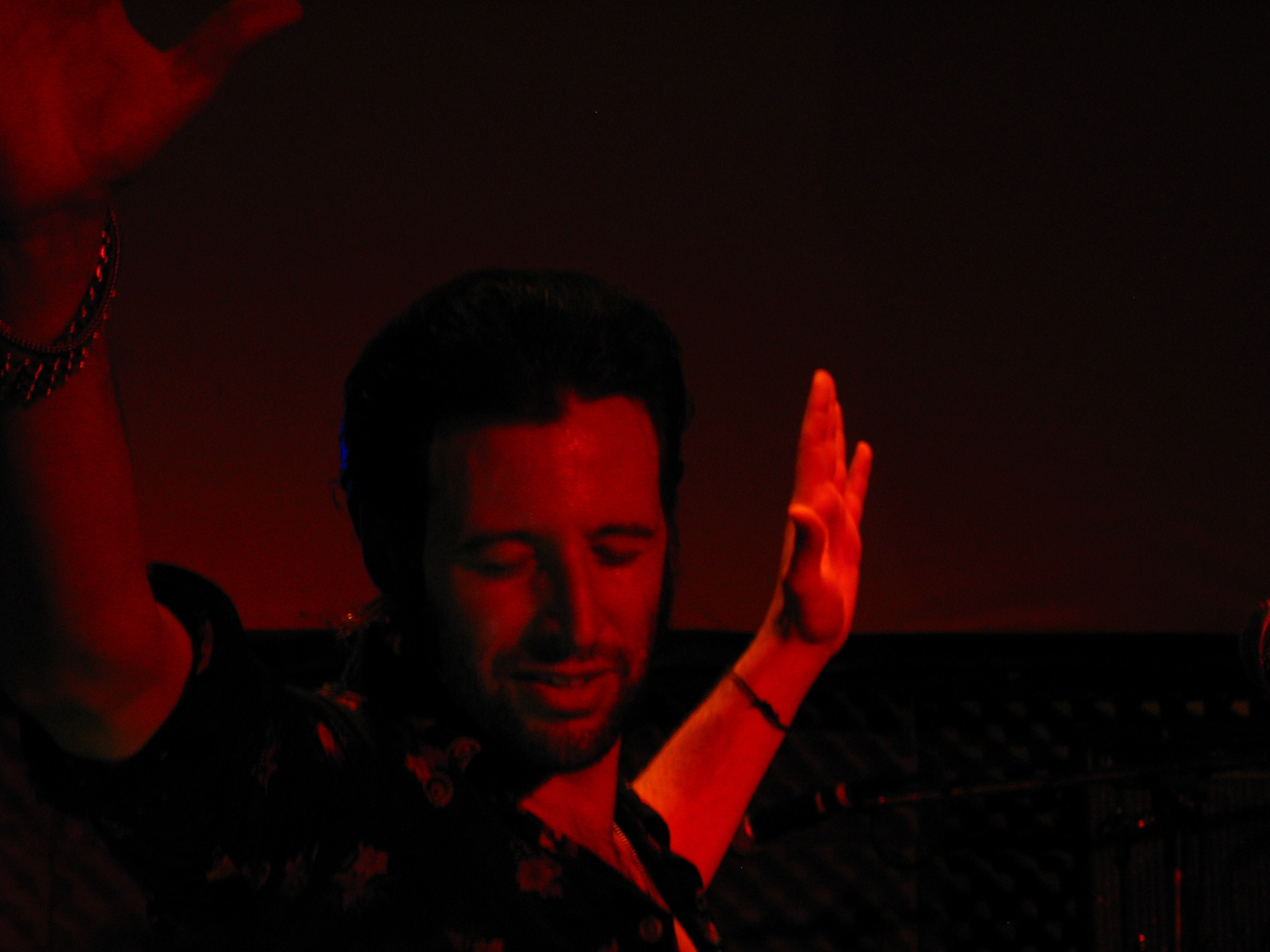
Adan Jodorowsky a Buenos Aires, Argentina

| amb The Hellboys     | Any  |
| -------------------- | ---- |
| Everything You Learn | 1998 |
| Amor mutante EP      | 2005 |
| Amor mutante         | 2006 |

| Com a Productor Musical         | Any  |
| ------------------------------- | ---- |
| Solstis, León Larregui          | 2012 |
| Voluma, León Larregui           | 2016 |
| Camas Separadas, Daniela Spalla | 2018 |
| BACH, Bandalos Chinos           | 2018 |
| Tiempo Compartido, Vacación     | 2019 |
| Puro Teatro, Daniela Spalla     | 2020 |

| Àlbums                   | Any  |
| ------------------------ | ---- |
| Étoile Éternelle         | 2006 |
| El ídolo                 | 2008 |
| Amador                   | 2010 |
| Ada                      | 2014 |
| Adan & Xavi y los imanes | 2016 |
| Esencia Solar            | 2018 |

| Com a compositor de pel·lícula | Any  |
| ------------------------------ | ---- |
| Echek                          | 2000 |
| Teou                           | 2001 |
| La danza de la realidad        | 2013 |
| Poesía sin fin                 | 2017 |

## Singles
- L'idole (També llançat com El Ídolo en castellà)
- Estoy Mal
- Me Siento Solo
- Dancing to the Radio
- Would you be mine